# Power (7ORDERの曲)
「Power」は、7ORDERの楽曲。同グループのサードシングルとして、日本コロムビアから2022年8月24日に発売された。

## リリース
2022年5月22日、7ORDER結成3周年を記念した感謝祭「燦参七拍子」の最終公演で発売が発表された。表題曲の「Power」はテレビ朝日系列23局放送「BREAK OUT」のオープニング曲となっている。7ORDERが地上波バラエティ番組のタイアップを行うのは初である。また初回限定盤Bにはタイトルにちなんでエクササイズ用の「特製Powerチューブ」が封入される。

### 特典
- 先着特典 - オリジナルラゲッジタグ、オリジナルクリアチケットホルダー、オリジナルホログラムミニステッカー、モバイルスタンドキーホルダー、クリアフォトフレームシート、メガジャケ、B2告知ポスター（対象店舗別の全19種）[6]

## 収録内容

### CD
- 1〜3曲目は全形態共通

1. 「Power」
作詞：GEIST / Ucca-Laugh、作曲：GEIST / Ness / Ucca-Laugh、編曲：Ness
  - テレビ朝日系23局放送 「BREAK OUT」8月度オープニング・トラック
2. 「Get Gold」
作詞・作曲：7ORDER、編曲：Yuma Sanada / Yosuke Minowa
3. 「Power -Gakuya-」
  - メンバー出演の楽屋トーク

### DVD
1. Power MUSIC VIDEO
2. Power MUSIC VIDEO -DANCE EDITION-